# Vacra
Vacra, nom de scène d’Hugues Comperat, est un chanteur de RnB et rappeur français, né le 4 mai 1995 à Fontainebleau. D'abord très discret sur sa vie privée, Vacra révèle son visage lors d’un showcase en 2023, bien que sa véritable identité reste inconnue à ce jour.
Il se fait connaître en 2021 avec le titre Plan séquence, suivi en 2022 par le morceau Tiki Taka. Ces deux titres figurent sur son premier EP intitulé Galatée. En 2024, il poursuit sa carrière avec la sortie de son premier album, Pygmalion, puis enchaîne en début d’année 2025 avec un nouvel EP nommé En attendant Paphos. Ce dernier laisse présager la sortie prochaine d’un album intitulé ''Paphos''

## Biographie

### Origines et débuts
Né à Fontainebleau le 4 mai 1995,, ayant grandi entre la Seine-et-Marne et la ville d’Auxerre, Vacra commence à se rendre régulièrement à Paris à partir de l’année 2020 afin de développer sa carrière musicale.

### Carrière
En 2020, Vacra poste la chanson Plan séquence sur les réseaux sociaux. Le succès est immédiat et, très vite, elle cumule plus de deux millions de vues et quatre millions d’écoutes ; tous médias en ligne confondus. En 2021, le titre sort sous forme de single.
En 2022, Vacra sort le titre Tiki Taka qui devient un succès : le single est certifié diamant en France par la SNEP.
Le 11 mai 2023, il sort un EP appelé Galatée où figurent Ronisia, Nemir, Roshi et Young John, dans cet album se trouve les singles Plan séquence et TIki Taka.
Le 17 mai 2024, il sort son premier album appelé Pygmalion où figurent PLK, Josman, Soolking et Louane.
Le 14 février 2025, il sort un nouvel EP appelé "En attendant Paphos" où figurent Dinos et ElGrandeToto.

## Inspirations
Vacra évolue principalement dans les registres du hip-hop, de la pop et du rap. Parmi ses influences musicales figurent Michael Jackson, Lala &ce, Hamza ou encore Némir.

## Anonymat et révélation de son identité
Malgré une notoriété en pleine ascension, Vacra conserve une forte discrétion médiatique. Il accorde rarement des interviews et ne partage aucun contenu personnel sur ses réseaux sociaux.
Pendant une longue période, il entretient le mystère autour de son identité, ne révélant jamais son visage. Cette énigme alimente les spéculations quant à son genre. Ce n’est qu’en février 2023, lors d’un showcase privé au Silencio à Paris, qu’il apparaît pour la première fois en public, levant ainsi le voile sur son apparence et confirmant qu’il s’agit d’un homme.

## Discographie

### Singles
- 2021 : Plan séquence Platine[11]
- 2022 : Nunchaku
- 2022 : Tiki Taka Diamant[11]
- 2023 : Moto
- 2023 : XOXO
- 2023 : Yoga (avec Josman)
- 2024 : Agent secret
- 2024 : Confidences (avec PLK) Diamant[11]
- 2024 : Petit chaton

### Apparitions
2023 : 
- rad cartier - Noctuzook (sur l'album Vision Nocturne)
- Lazuli - Chou
- Nahir - Piranha (sur l'album Integrap 2 #POV) Platine[11]
- Victor Thompson (en) avec Vacra & Ehis'D' Greatest - This Year (Blessing) [French Remix] (sur l'album Blessed)
- MadeInParis - Loca (sur l'album Comme vous voulez)
- Jul - Coco (sur l'album C'est quand qu'il s'éteint) Or[11]

2024 : 
- PLK - Chouchou (sur l'album Chambre 140 (Part.3)) Or[11]
- Lacrim - Joie de filles (sur l'album Veni Vidi Vici)  Platine[11]
- Soprano - En équipe (sur l'album Freedom)
- Sasso - Bonbon (sur l'album Vice City)
- TIF - No Way

2025 : 
- Nahir - Tueur (feat. Genezio) (sur l'album Rien Sans Lien)
- 1D1R - Balade  Or